# Єва Пайор
Єва Пайор (пол. Ewa Pajor; нар. 3 грудня 1996, Унеюв, Польща) — польська футболістка, нападниця іспанського клубу «Барселона» та національної збірної Польщі.

## Клубна кар'єра
Футболом розпочала займатися у 8-річному віці в Веленіні в місцевій команді «Орієта» (Веленін) з Унеювського повіту. Після закінчення Початкової школи ім Щепана Шцибора з Вєленіна переїхала до Коніна, напередодні старту сезону 2011/12 років підписала контракт з клубом вищого дивізіону «Медик» (Конін). У футболці вище вказаного клубу дебютувала 14 квітня 2012 року в переможному (3:0) домашньому поєдинку 13-го туру Екстракляси проти АЗС ПВЗС (Бяла-Подляська), в якому також відзначилася своїми першими двома м'ячами в чемпіонаті (встановлювала рахунок 1:0 та 3:0). На той час вона була не лише наймолодшою гравчинею Екстраліги (на той момент їй виповнилося 15 років і 133 дні), що було можливо лише за спеціальним дозволом Польського футбольного союзу (регламент дозволяв грати лише гравчиням з 16 років). У наступному сезоні 2012/13 років вона виграла Кубок Польщі разом із Коніним, відзначилася обома голами у переможному (2:1) проти «Унії» (Ратибор), вийшовши на заміну в перерві. Також стала віце-чемпіоном Польщі. Рік по тому у складі конінським клубом оформила «золотий дубль»; у жіночій Лізі чемпіонів УЄФА разом з клубом вибула в 1/8 фіналу, незважаючи на перемогу з рахунком 2:0 у першому матчі проти шотландського клубу «Глазго Сіті». Сезони 2013/2014 та 2014/2015 виявилися для неї ще вдалішими, разом з «Медиком» (Конін) двічі вигравала чемпіонат та Кубок Польщі. Свій останній матч за команду з Коніна провела у переможному (5:0) фінальному поєдинку проти Кубку Польщі переміг «Гурник» (Ленчна) (у цьому матчі відзначилася хет-триком). Загалом за дорослу команду «Медика» в усіх офіційних матчах відзначилася 74-ма голами, 64 з яких — в Екстраклясі.
5 березня 2015 року Пайор оголосила про свій перехід у «Вольфсбург», який набув чинності 26 червня 2015 року (терміном на 2 роки), а в грудні 2017 року продовжила угоду з клубом. Новий договір діяв до 30 червня 2020 року. Після операції на лівому коліні 10 вересня 2020 року вибула декілька місяців.
У сезоні 2018/19 років вигравала чемпіонат Німеччини, Кубок Німеччини і, забивши 24 м'ячами в 19 поєдинках, а також звання найкращої бомбардирки Бундесліги.
У квітні 2020 року продовжила контракт з «Вольфсбургом» до 2023 року.
У червні 2024 року підписала трирічний контракт з клубом «Барселона».

## Кар'єра в збірній
Виступала за дівочу (WU-17) та молодіжному (WU-19) збірні Польщі. У футболці дівочої збірної Польщі виграла дівочий чемпіонат Європи (WU-17) у 2013 році та була відзначена як найкраща гравчиня турніру (Золотий гравець).
У національній збірній Польщі дебютувала 20 серпня 2013 року під керівництвом тренера Войцеха Басюка в товариському турніру «Кубок Балатону» в Угорщині проти Чехії. Пайор вийшла на поле лише на 75-й хвилині, але вже через хвилину після виходу виграла пенальті, який Патриця Пожерська зуміла перетворити на гол, а на 84 хвилині сама увійшла до списку бомбардирів після особистої дії. 8 травня 2014 року відзначилася першим голом у Тофтірі в матчі кваліфікації чемпіонату світу проти Фарерських островів, в якому відзначилася на 90-й хвилині. З 4 по 11 березня 2015 року брала участь у змаганнях «Кубок Істрії», які проходили в Хорватії, на якому вона та її команда перемогла Словаччину з рахунком 2:0.

### Голи за збірну
| №  | Дата           | Місце                                          | Суперник  | Рахунок | Результат | Змагання         |
| -- | -------------- | ---------------------------------------------- | --------- | ------- | --------- | ---------------- |
| 1. | 13 квітня 2021 | Міський стадіон Відзева, Лодзь, Польща         | Швеція    | 1–0     | 2–4       | Товариський матч |
| 2. | 13 квітня 2021 | Міський стадіон Відзева, Лодзь, Польща         | Швеція    | 2–2     | 2–4       | Товариський матч |
| 3. | 11 червня 2021 | Пінатар Арена, Сан-Педро-дель-Пінатар, Іспанія | Фінляндія | 2–2     | 2–2       | Товариський матч |
| 4. | 14 червня 2021 | Картаганово, Картахена, Іспанія                | Чехія     | 1–0     | 5–0       | Товариський матч |
| 5. | 14 червня 2021 | Картаганово, Картахена, Іспанія                | Чехія     | 2–0     | 5–0       | Товариський матч |

## Досягнення

### Клубні
«Медик» (Конін)
- Екстракляса
  -  Чемпіон (1): 2014

- Кубок Польщі
  -  Володар (2): 2013, 2014

«Вольфсбург»
- Бундесліга
  -  Чемпіон (4): 2017, 2018, 2019, 2020

- Кубок Німеччини
  -  Володар (6): 2016, 2017, 2018, 2019, 2020, 2021

### У збірній
- Жіночий чемпіонат Європи
  -  Чемпіон (1): 2013

- Кубок Істрії
  -  Володар (1): 2015